# Antonius Colenbrander
Antonius Colenbrander (n. 3 mai 1889, Jatinegara⁠(d), Jakarta, Indonezia – d. 24 septembrie 1929, Arnhem, Gelderland, Țările de Jos) a fost un sportiv ce a reprezentat Regatul Țărilor de Jos, medaliat olimpic. A participat la 2 ediții ale Jocurilor Olimpice (1924, 1928) în care a câștigat o medalie de aur.